# 刘宝珺
刘宝珺（1931年9月13日—），生于天津。中国地质学家，中国科学院院士，曾任国土资源部成都地质矿产研究所名誉所长、四川科协主席、国土资源部成都地质矿产研究所所长。曾对南水北调西线工程提出反对，是《南水北调西线工程备忘录》的作者之一。

## 生平
1931年生于天津市。1937年七七事变爆发，父亲刘学信从山东省政府统计委员会任上回到天津，靠家产维生。1947年从河北省立天津中学毕业，考入天津南开中学。1950年考入国立清华大学理学院地质系，1952年整系转入北京地质学院。
1958年调往成都地质勘探学院任教。1966年2月27日，受四清运动影响，下放至四川冕宁参加为期3个月的劳动。1981年评为教授，1989年10月获第一届李四光地质科学奖，1991年11月当选为中国科学院院士(地学部学部委员)。1996年，被聘为地质矿产部科学技术高级顾问。1999年10月受邀回天津南开中学作“二十一世纪的资源与环境”讲座。2008年6月15日，出席成都市政府、四川省国土资源厅联合举办汶川“5·12”大地震与成都地质环境论坛。